# Сельское поселение Реммаш
Сельское поселение Реммаш — упразднённое муниципальное образование со статусом сельского поселения в Сергиево-Посадском районе Московской области России.

## Общие сведения
Административный центр — посёлок Реммаш.
Глава сельского поселения — Владимир Юрьевич Моисеев. Адрес администрации: 141336, Московская область, Сергиево-Посадский район, п. Реммаш, ул. Спортивная, д. 9.

## История
Образовано в ходе муниципальной реформы, в соответствии с Законом Московской области от 28.02.2005 года № 60/2005-ОЗ «О статусе и границах Сериево-Посадского муниципального района и вновь образованных в его составе муниципальных образований». В его состав вошли три населённых пункта упразднённой административно-территориальной единицы — Мишутинского сельского округа.
Законом Московской области от 20 марта 2019 года Сергиево-Посадский муниципальный район был упразднён, а все входившие в его состав поселения  1 апреля 2019 года были объединены в единое муниципальное образование — Сергиево-Посадский городской округ.

## География
Расположено в центральной части района. На юге граничит с городскими поселениями Пересвет и Сергиев Посад, на западе и севере — с сельским поселением Шеметовское, на востоке — с городским поселением Богородское, на юго-востоке — с городским поселением Краснозаводск. Площадь территории сельского поселения — 1884 га.

## Население
| 2006  | 2007  | 2008  | 2009  | 2010  | 2011  | 2012  | 2013  |
| ----- | ----- | ----- | ----- | ----- | ----- | ----- | ----- |
| 7631  | ↗7638 | ↗7678 | ↘7658 | ↘7367 | ↘7329 | →7329 | ↘7310 |
| 2014  | 2015  | 2016  | 2017  | 2018  | 2019  |       |       |
| ↘7306 | ↘7260 | ↘7178 | ↘7135 | ↘7061 | ↘7027 |       |       |

## Состав сельского поселения
| № | Населённый пункт | Тип населённого пункта          | Население |
| - | ---------------- | ------------------------------- | --------- |
| 1 | Иудино           | село                            | ↗46       |
| 2 | Мехово           | деревня                         | ↘4        |
| 3 | Реммаш           | посёлок, административный центр | ↘5941     |